# A24 (Nachrichtenagentur)
A24 Media ist die erste pan-afrikanische Video- und Foto-Nachrichtenagentur und versteht sich als „Stimme Afrikas“.
Der Gründer Salim Amin möchte dem Kontinent eine Stimme geben. Die Welt soll mehr erfahren können als die üblichen Klischees zwischen Katastrophen, Armut und romantischen Touristenbildern. Selbst Afrikaner müssen sich Informationen meist von ausländischen Agenturen beschaffen. Deshalb soll mit A24 das „CNN Afrikas“ aufgebaut werden, bei der Afrikaner zeigen können, „wie Afrika wirklich ist“. Es sollen „die Geschichten hinter den Geschichten“ gezeigt werden und die Kommunikation innerhalb Afrikas angeregt werden. Themenschwerpunkte sind unter anderem Handel, Gesundheitsversorgung, Umwelt, Kunst und Musik.
Der Gründer ist der Sohn von Mohammed 'Mo' Amin, einem bekannten Kameramann des Kontinents.

## Arbeitsweise
Freie Journalisten können der Agentur per Upload Nachrichtenmaterial und Bilder zur Verfügung stellen. Wenn dies von einem Fernsehsender gekauft wird, bekommt der Urheber den Großteil des vom Käufers überwiesenen Pauschalbetrages. Vor der Veröffentlichung werden die Beiträge redaktionell überprüft und oft überarbeitet.

## Kritik
Einige Afrikaner berichten, dass die Agentur nicht völlig unabhängig berichtet: möchte ein Staatsoberhaupt mit seinem Land gut dargestellt werden, wird ihm nicht selten der Gefallen getan (bei entsprechender Gegenleistung).